# Pseudechidna
Pseudechidna es un género de peces de la familia morénidas  en el orden de los Anguilliformes.

## Especies
- Pseudechidna brummeri (Bleeker, 1859)